# 回贈
回贈是市場推廣或促銷行為的一種，是在顧客消費之後，只要其符合某些條件，就向其送回一部其消費的金錢（通常以現金方式，也可以其他方式，例如送贈消費券、信用卡簽賬額等），以吸引消費者。

## 另見
- 退稅
- 回扣